# Gotthard von Vietinghoff
Gotthard Hermann Reinhold Baron von Vietinghoff, genannt Scheel (* 7. Dezember 1801 in Groß-Bersen, Kurland; † 19. Oktober 1878 in Mitau) war ein kurländischer Landesbeamter.

## Leben
Gotthard von Vietinghoff studierte von 1820 bis 1822 an der Universität Göttingen, von 1822 bis 1823 an der Universität Bonn und von 1823 bis 1824 abermals an der Universität Göttingen Rechtswissenschaft. 1821 wurde er Mitglied der Curonia Goettingensis VI, 1823 der  Curonia Bonn und 1823 der Curonia Goettingensis VII Göttingen. Nach Abschluss des Studiums wurde er 1826 Assessor des Doblenzer Hauptmannsgerichts und 1833 des Oberhauptmannsgerichts in Mitau. Von 1840 bis 1849 war er Hauptmann in Bauske und von 1849 bis 1858 Oberhauptmann in Mitau. Von 1851 bis 1854 war er Landdrostenmarschall, von 1858 bis 1860 2. jüngerer Rat und von 1860 bis 1861 Landmarschall. 1861 wurde er zum Kanzler, 1869 zum Landhofmeister und 1874 zum Präsidenten des Kurländischen Oberhofgerichts in Mitau ernannt. Von 1834 bis 1840 war von Vietinghoff Beisitzer des Konsistoriums und von 1858 bis 1869 Ehrenkurator der Academia Petrina. Von 1861 bis 1878 stand er dem Kurländischen Provinzialmuseum als Direktor vor.